# Gaismas pils (песня)
«Gaismas pils» (с латыш. — «За́мок света») — героико-патетическая баллада на латышском языке для смешанного хора, написанная композитором Язепом Витолсом на слова Аусеклиса в 1899 году. Относится к наиболее известным образцам латышской классической хоровой песни. С 1910 года традиционно исполняется на каждом Празднике песни в Латвии. Включена в Культурный канон Латвии.
В 2018 году «Gaismas pils» заняла 16-е место среди лучших латышских песен всех времён согласно опросу, проведённому Radio SWH к 100-летию Латвийской Республики. Среди 100 произведений в этом списке она оказалась единственным, которое было создано в XIX веке.

## История создания
Текст песни был написан латышским поэтом Аусеклисом в 1873 году (по другим сведениям, в 1875–1876 годах) и опубликован в посмертном сборнике «Ausekļa raksti» (Рига, 1888) с подзаголовком «Курземское сказание» (латыш. Kurzemes teika). В опубликованном тексте присутствуют ещё две строфы, не исполняемые в песне.
Первую попытку переложить стихотворение Аусеклиса на музыку предпринял в 1877 году автор гимна Латвии Карлис Бауманис, который написал целый сборник песен («Dziesmu vītols», 1879) на слова Аусеклиса. Однако этот сборник остался неизданным.
Язеп Витолс написал свою версию «Gaismas pils», по его собственному выражению, «как бы между прочим», в течение одного дня — 21 июня (3 июля) 1899 года, находясь в гостях у брата, который служил врачом в селе Заречье Псковской губернии. В своих письмах Витолс нередко сетовал, что латышской лирики [для создания песен] пока слишком мало, но «эпические красо́ты Аусеклиса» произвели на него такое сильное впечатление, что двухтомник поэта был «самым ценным» на его книжной полке, даже «предметом зависти».
Первое исполнение песни состоялось на концерте хора Рижского латышского певческого общества под управлением Екабса Озолса в Рижском саду велосипедистов летом 1900 года.
Баллада быстро завоевала популярность в народе и признание критики. Уже в 1908 году «Gaismas pils», наряду с «Беверинским певцом» тех же авторов, была названа классикой, одним из краеугольных камней латышской хоровой музыки.

## Исполнение на Праздниках песни
Начиная с V Праздника песни, «Gaismas pils» традиционно исполняется практически на каждом Вселатвийском Празднике песни и стала одним из его неофициальных символов. V Праздник песни был запланирован на 1904 год, а его программа была согласована ещё в 1903 году. Язеп Витолс, утверждённый в качестве одного из главных дирижёров Праздника, составил и издал «Наставление, как разучивать песни V Латышского Всеобщего праздника песни». В программу было включено 8 песен Витолса, в том числе «Gaismas pils», которую надлежало исполнить сразу после государственного гимна «Боже, Царя храни!».
Однако планам проведения праздника в 1904 году помешала русско-японская война, а подавление революции 1905 года надолго сбило волну латышского национального возрождения. В итоге V Праздник песни был проведён только в 1910 году. Дирижёром «Gaismas pils», как и планировалось, был сам Язеп Витолс; он же дирижировал исполнением этой песни на Праздниках в 1926 и 1933 годах. По воспоминаниям дирижёра и музыкального критика той эпохи Эрнеста Брусубарды, Витолс, репетируя «Gaismas pils», «никогда не терял необходимого спокойствия и равновесия, как это часто бывает со многими другими дирижёрами».
Спустя много лет после смерти Витолса, в 1980 году на XVIII Праздник песни из Нью-Йорка прибыла его 90-летняя вдова, которую после исполнения «Gaismas pils» пригласили выйти на сцену. Ликование хористов и зрителей было столь велико, что песня под управлением дирижёра Харалда Медниса в итоге была исполнена трижды.
Тем не менее в советское время песня была в числе нежелательных, и на XIII, XIV и XVII Праздниках песни (1960, 1965, 1977) её не разрешили включать в репертуар. Такая же ситуация, после «политически неправильного» триумфа песни в 1980 году, должна была повториться на XIX Празднике песни (1985), когда песня и её дирижёр оказались вычеркнуты из программы за два дня до праздника. Однако уже после заключительного слова министра культуры Латвийской ССР В. И. Каупужа и спуска знамени праздника хористы, не покидая своих мест, принялись скандировать «Gaismas pili!», в результате Каупуж был вынужден пригласить Харалда Медниса, под руководством которого опальная песня всё же была исполнена. Предполагается, что именно с этого протеста в Латвии началась Поющая революция и третья Атмода.

Харалд Меднис на дирижёрском подиуме Праздника песни. Около 1980 г.

Сам дирижёр так вспоминал об этом событии: «Это был мой звёздный час. Вероятно, я тогда был не в себе. Я пошёл на риск — не проводя репетиций, исполнить „Gaismas pils“, который не пели пять лет».
Харалд Меднис более других дирижёров был связан с песней «Gaismas pils». Историк музыки Дзинтарс Гилба говорит, что эта песня стала поворотным моментом в карьере Медниса: ещё в далёком 1938 году, на IX Празднике песни, руководимый им Лаздонский хор выиграл конкурс сельских хоров, блестяще исполнив «Gaismas pils» как одну из обязательных композиций. «Когда я дирижирую этой песней, это уже не просто музыка и текст. В исполнении хора „Gaismas pils“ превращается в художественный образ. Когда Витолс сочинял это произведение, он, должно быть, зрительно ощущал этот художественный образ, и моя творческая обязанность каждый раз, когда хор поёт „Gaismas pils“, как бы подставить своё плечо, чтобы он мог скорее подняться», — говорил Харалд Меднис спустя годы.
В последний раз Меднис дирижировал этой песней в 1998 году, уже в возрасте 92 лет. Артист числился в списке почётных дирижёров XXII Праздника, ни одной песни ему не поручили. «Замком света», согласно программе, дирижировала Аусма Деркевица, но затем хор, скандируя, вызвал Медниса. Несмотря на возраст, он нашёл силы подняться на подиум и дирижировать исполнением на бис. Это было его прощание с Праздником песни: два года спустя прославленный дирижёр ушёл из жизни.
Восторженное восприятие песни певцами и зрителями при каждом её исполнении позволяет утверждать, что она — не отголосок эпохи становления народного самосознания, в которую жили её авторы, а живое, эмоционально насыщенное и выразительное произведение искусства. «Есть вещи, которые становятся символами нации, чем-то гораздо бо́льшим, чем мы способны это рационально понять. И „Gaismas pils“ несомненно из их числа», — утверждает главный дирижёр Праздника песни Сигвардс Клява.

## Музыка и текст
Баллада «Gaismas pils» написана в тональности ми минор, размером 4
4. Имеет ярко выраженную трёхчастную форму с контрастной средней частью и торжественной кодой. Мелодия богата динамическими оттенками. Музыкальный критик Екабс Граубиньш отметил, что минор этой песни не слезлив: «Он, как минор латышских народных песен, мужественный и героический».
Исполняется а капелла четырёхголосным смешанным хором: сопрано, альт, тенор, бас (в коде разделяется на первые и вторые басы). В августе 1936 года бывший ученик Витолса, Адольф Скулте, по просьбе дирижёра Леонида Вигнерса, руководившего мужскими хорами, переложил песню своего учителя для исполнения мужским хором. В переложении партия сопрано исполняется первыми тенорами, альта — вторыми тенорами, а тенора — баритонами. Гармонии песни также были местами изменены и приспособлены к особенностям мужского хорового пения. Первое исполнение «Gaismas pils» мужским хором Вигнерса состоялось в Латвийской консерватории 20 марта 1937 года; в последующем песня в исполнении мужского хора звучала ещё на нескольких концертах. Критика, однако, восприняла эту адаптацию прохладно, а тот же Е. Граубиньш прямо отметил, что «аранжировка для мужского хора не удалась».

Текст состоит из семи (в исходном варианте — девяти) нерифмованных строф, написанных в стиле народных дайн. Сюжет основан на латышской легенде о том, что все за́мки, которые в древние времена ушли в землю, снова поднимутся на поверхность, если кто-нибудь угадает и произнесёт названия этих замков. Угнетённые люди, тосковавшие по прежним счастливым временам, вспомнили название забытой древней святыни — Замка света, и он снова вознёсся ввысь. Замок света олицетворяет мудрость и дух народа, который должен помочь ему одолеть трудности и вновь обрести счастье.
| Kurzemīte, Dievzemīte, Brīvas tautas auklētāj'. Kur palika sirmie dievi? Brīvie tautas dēliņi? Tie līgoja vecos laikos Gaismas kalna galotnē. Visapkārti egļu meži, Vidū gaiša tautas pils. [Zelta stabiem, zītar' jumtu, Sidrabotiem pamatiem. To negāza gaisa vētras, Kara viļņu bangojums.]* | Asiņainas dienas ausa Tēvuzemes ielejā, Vergu valgā tauta nāca, Nāvē krita varoņi. Ātri grima, ātri zuda Gaismas kalna staltā pils. Tur guļ mūsu tēvu dievi! Tautas gara greznumi. Sirmajami ozolami Pēdīgajo ziedu dod: Tas slēpj svētu piles vārdu Dziļās siržu rētiņās. | Ja kas vārdu uzminētu, Augšām celtos vecā pils! Tālu laistu tautas slavu, Gaismas starus margodam'. [Zilā gaisā plivinātos Sarkanbalti karogi, Dobji, dobji atskanētu Sirmo garu daiņojums.]* Tautas dēli uzminēja Sen aizmirstu svētumu: Gaismu sauca, gaisma ausa, Augšām cēlās Gaismas pils! |

* Эти строфы присутствуют в стихотворении Аусеклиса, но не исполняются в песне.

## Издание песни
Библиографический список нотных изданий и отдельных оттисков с нотной записью песни «Gaismas pils», хранящихся в Латвийской Национальной библиотеке, насчитывает 64 наименования.

### Грамзапись
- Старейшая грампластинка с записью «Gaismas pils» в исполнении смешанного хора Рижского Латышского певческого общества была выпущена рижским обществом «Грамофонъ» в 1911 году (Z-064503)[4].
- В СССР запись песни в исполнении хора Латвийского радио под управлением Л. Вигнерса была выпущена Рижским заводом отдельным диском в 1950-х и в 1960-х годах (в обоих случаях — диск 10″, 78 оборотов, песня разделена на две стороны диска)[20][21].
- Запись песни «Gaismas pils» также входит в диски-гиганты, выпущенные Рижским заводом фирмы «Мелодия»:
  - М10-41437-8. Поёт хор Теодора Рейтера (архивные записи 1930-х годов, выпуск 1979)[22];
  - Д-12217-18. Язепс Витолс. Кантаты и хоры (1963, к 100-летию со дня рождения) — в исполнении хора Латвийского радио и телевидения[23];
  - Д-023643-4. Язепс Витолс. Хоровая музыка (1968) — в исполнении хора им. Теодора Калныньша[латыш.][24];
  - ЗЗД-028107-8. Народный хор «Дайле» под управлением Г. Кокарса (1970, программа Праздника песни)[25];
  - 33СМ-03375-6. Камерный хор Ave Sol. Латышские хоровые песни (1972)[26];
  - 33СМ-04017-8. Песни для смешанных хоров (1973, программа юбилейного Праздника песни) — в исполнении народного хора «Дайле»[27];
  - С10 27245 004. Язепс Витолс. Хоровые песни (1988) — в исполнении хора консерватории им. Язепа Витолса, дирижёр И. Кокарс[28].

### Компакт-диски
- Latviešu kora mūzikas izlase (1993) — в исполнении хора Латвийского радио[29];
- Latviešu kordziesmas antoloģija. 1, 1873-1917 (1996) — в исполнении хора Ave Sol[30].

## Память
- Песенный образ Замка света вдохновил американского архитектора латышского происхождения Гунарса Биркертса на создание проекта здания Латвийской Национальной библиотеки в Риге, которое также носит название «Gaismas pils». После утверждения этого проекта, ещё до начала строительства, в 2002 году Банк Латвии выпустил серебряную памятную монету номиналом в 1 лат с изображением будущего здания и надписью по гурту: gaismu sauca • gaisma ausa (с латыш. — «Свет призвали — свет взошёл» — строка из песни «Gaismas pils»)[31].

- В 2008 году Банк Латвии выпустил памятную монету, посвящённую Празднику песни. Монета была выпущена в двух вариантах: мельхиоровая, тиражом 30 тысяч, диаметром 30 мм и массой 12,4 г, и серебряная (925 пробы), тиражом 10 тысяч, диаметром 38,61 мм и массой 31,47 г. Дизайн обоих вариантов монеты был одинаков (дизайнер А. Приедите); в частности, на аверсе изображён мужчина в латышском национальном костюме с дубовым венком в руках, на фоне текста последнего куплета песни «Gaismas pils»[31].
- В 2013 году, к 150-летию Я. Витолса, была выпущена ещё одна серебряная монета в 1 лат, на реверсе которой приведены слова из песни — gaismu sauca, gaisma ausa[32].
- Образ Замка света запечатлён в одном из довоенных витражей рижского дома Беньяминов, ныне признанных памятником культуры государственного значения[33].
- Название «Gaismaspils» носил хор Академии Наук Латвийской ССР, основанный в 1948 году и удостоенный звания народного хора в 1960[34].
- Песня «Gaismas pils» утверждена в качестве гимна Латвийской музыкальной академии[13].
- «Gaismas pils», как наиболее известное произведение Аусеклиса, дало название сборникам его стихов, выпущенным в 1975, 2005[35] и 2020 годах[36].